# Пюджет Саунд
Пюджет Саунд (на английски: Puget Sound) е залив в североизточната част на Тихия океан, край северозападния бряг на САЩ, в щата Вашингтон.
Заливът представлява система от протоци, канали, заливи и острови, вдаващ се на юг сушата на 126 km. На север чрез два протока, Адмиралти и Десепшън (между остров Уитби и континента, съответно на запад и изток), се свързва с протока Хуан де Фука, отделящ остров Ванкувър на север от континента на юг. Максималната му дълбочина е 245 m. Бреговете му са предимно високи, хълмисти или планински, покрити с иглолистни гори и силно разчленени. Дълбоко в сушата се вдават десетки по-малки заливи – Посешън (на североизток), Елиът (на изток), Даес и Синклер (на запад), Кар (на юг). В залива има и множество острови, най-големите от които са: Уитби (на север), Бейнбридж (в средата), Вашон (на юг), Андерсън, Харстин, Фокс (на югозапад). Общата площ на залива възлиза на 2642 km², а дължината на бреговата линия – 2144 km. В него се вливат и множество реки, като най-големите са: Скаджит (240 km), Скикомиш (108 km), Паялуп (72 km), Нискуали (130 km). Приливите са неправилни, полуденонощни, с височина до 4,3 m.
Бреговете на залива са гъсто населени. Тук са разположени големите градове и пристанища: Сиатъл, Такоума, Бремъртън и др. Заливът е открит и детайлно картиран през 1792 г. от британската експедиция на Джордж Ванкувър (1757 – 1798), който го наименува в чест на един от своите лейтенанти – Питър Пюджет (1765 – 1822).